# Journal on European History of Law
Journal on European History of Law es una revista de historia del derecho escrita en inglés y alemán de aparición semestral. Está dirigida a los historiadores del derecho y romancistas de todos los países europeos. Además de los estudios científicos y análisis, la revista contiene recesiones de libros y notas relacionadas con la historia del derecho.
La revista se publica desde 2010 en la editorial londinense STS Science Centre, Ltd. Incluye las publicaciones de la Asociación Europea de Historia del Derecho (The European Society for History of Law). Todas las contribuciones se revisan por un comité científico de referees.